# 거꾸로식사법

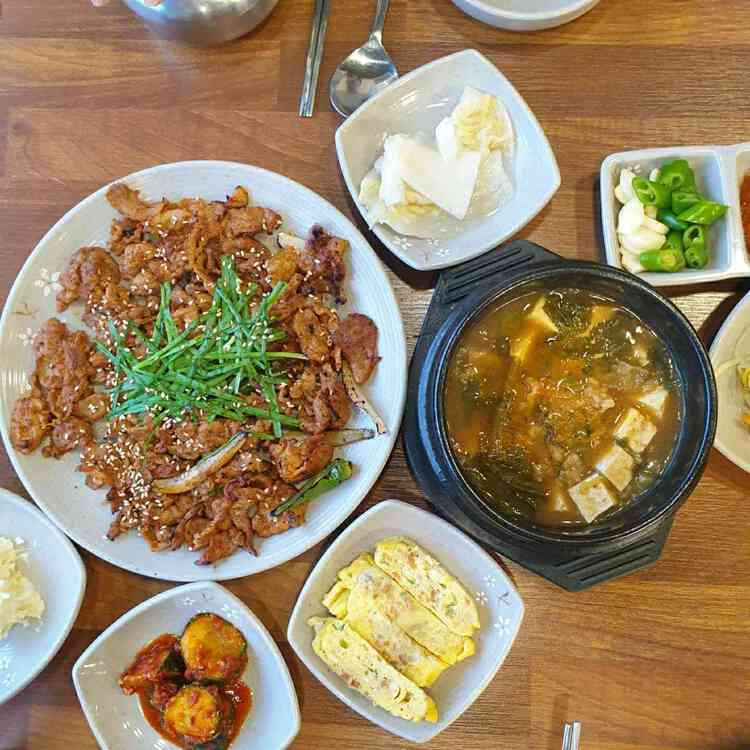
한식을 예시로 거꾸로 식사법에 적용한다면 섬유질이 풍부한 반찬을 먼저 먹고 단백질 지방 탄수화물 순서로 섭취하면 된다.

거꾸로 식사법이란 섭취 칼로리보다 혈당 상승을 관리하기 위한 식사법이다. 일반적인 식사를 할 때 밥, 국, 반찬 순서로 먹었다면 거꾸로 식사는 일반 식사와 반대로 채소부터 시작해 육류, 생선 등을 먹고 밥을 가장 나중에 먹는 방법이다. 거꾸로 식사법은 혈당이 급격히 상승하는 것을 막아줘 당뇨 관리를 위한 식단 방법으로 많이 사용된다.

## 거꾸로 식사법을 해야하는 이유
잘못된 다이어트는 체내에 많은 양의 활성산소를 만들어 낸다. 특히 지나친 절식 다이어트나 원프드 다이어트, 과도한 피트니스 다이어트 등은 우리 몸을 활성산소를 뿜어내는 공장으로 만든다. 몸에 활성산소가 쌓이면 우리 몸은 이를 처리하는 중노동을 해야한다. 이뿐만 아니라 우리 몸은 평소의 상태를 유지하고자 하는 항상성을 지니고 있다. 그런데 다이어트에 돌입해 갑자기 음식 섭취량을 급격하게 줄이면 우리 몸은 심각한 혼란을 겪게 된다. 갑작스러운 영양공급의 차단은 우리 몸이 인지하는 큰 위기사항중 하나이기 때문이다. 이를 방지하기 위해 건강한 다이어트, 올바른 식사법을 알아야한다.

#### 인슐린의 위험성
과식을 하면 췌장에서 인슐린이 대량으로 분비되고, 대량분비된 인슐린은 혈액 속의 포도당을 신속하게 수거해 간이나 지방세포에 저장한다. 이것은 몸에 들어온 영양분을 하나도 놓치지 않으려는 우리 몸의 유전적 설계 때문에 일어나는 현상이다. 이렇게 대량 분비된 인슐린이 빠르게 포도당을 걷어가면 혈중 포도당의 농도가 급격히 낮아지고, 금세 다시 배고픔을 느끼게 된다. 따라서 다시 배고픔을 느끼게 된다. 과식->인슐린 과다분비->배고픔->다시과식이라는 위험한 사이클이 형성된다. 이는 당뇨병을 유발할수도 있다.

#### 혈당롤링 현상
혈당롤링 현상은 단맛중독으로 인해 나타나는 대표적인 신체증상이다. 혈당지수가 높은 음식을 섭취하고 나면 곧바로 혈당이 치솟지만 이는 곧 과다분비된 인슐린에 의해 수거되어 간, 피하 등에 지방으로 축적되고 우리 몸은 순간적으로 저혈당 상태에 빠지게 된다. 이렇게 순간적으로 혈당이 치솟았다가 급격하게 떨어지는 현상이 혈당 롤링 현상이다. 저혈당으로 인한 증상은 몸에 고혈당 음식을 섭취하도록 신호를 보내고 이를 통해 심신의 금단반응이 사라지면 고혈당 음식, 즉 단맛에 길들여지게 된다.
이 악순환의 고리를 끊는 방법은 혈당지수 가 높은 음식의 섭취를 줄이고 혈당지수가 낮은 음식 위주의 식단을 계획하는 것이다.

## 기존의 거꾸로 식사법의 문제점

#### 첫째. 실현 불가능성
반찬을 먹고 나면 으레 밥을 먹고 싶어지기 마련이다. 이는 수십 년 동안 길들여진 식습관이기 때문이다. 그런데 그 욕구를 누르고 계속해서 반찬만 먹는 것은 어지간한 의지로는 쉽지 않은 일이다.

#### 둘째. 미각이 전반적으로 짠음식이나 단음식을 선호하는 방향으로 바뀔 수 있다.
반찬은 간이 되어 있지 않은 밥과 함께 먹을 것을 고려해 만든 음식이다. 상대적으로 짠맛이나 단맛에 대한 역치가 점점 늘어난다. 따라서 자극적인 맛에 무뎌질 수 있다.

#### 셋째. 식사의 즐거움을 앗아가 마각충동 강화
일시적으로는 살을 빼기 위해 인내할 수 있지만, 어느 순간 억눌러두었던 미각 욕구가 폭발하면 심각한 과식이나 폭식으로 이어질 가능성이 있다.

## 2:1 거꾸로 식사법
2:1의 의미는 비탄수화물 음식과 탄수화물 음식의 비율을 뜻한다. 즉 탄수화물 음식을 1만큼 먹었다면, 비탄수화물 음식은 그 2배인 2만큼 먹는다.
보통 식사를 할때 밥 한숟가락에 반찬 한두가지를 곁들여 먹는다. 일단 탄수화물 음식부터 섭취하고 다른 음식들을 먹는 것이다. 하지만 위 식사법이 제안하는 바른 식사는 채소와 단백질 음식들을 먼저 먹고 그다음에 지방이나 탄수화물이 많이 든 음식을 먹는 것이다.

#### 구체적인 2:1거꾸로 식사법은 다음과 같다.
우선 과일을 에피타이저로 먹는다.
식사를 할때는 채소 반찬 한 젓가락, 단백질 반찬 한 젓가락을 먼저 먹은 후에 밥 한 술을 뜬다. 이 과정을 1이라고 하자
다음에는 채소 한 젓가락, 지방이 들어간 반찬 한 젓가락을 먹은 후 밥 한 술을 뜬다. 이 과정을 2라고 하고 1과 2의 과정을 반복적으로 되풀이 하면서 식사를 하면 자연스럽게 비탄수화물 음식과 탄수화물 음식의 비율이 2:1로 조절된다.
주의할점은 식사 시간은 최소 15분 이상은 되어야하는데, 이는 우리 몸이 배부르다고 느끼기 시작하는 시점이 음식을 먹은 시점부터 약 15분 후이기 때문이다.

### 2:1 거꾸로 식사법의 효과
1.	포만감이 높은 채소를 먼저 섭취함으로써 식사량을 줄여준다
2.	당지수를 낮춤으로써 당뇨의 위험을 감소시킨다
3.	섬유질이 풍부한 식사를 통해 장 건강을 향상시킨다
4.	오래 씹어야 하는 채소를 먼저 먹음으로써 식사 속도가 자연스럽게 늦춰진다.
5.	익숙지 않은 순서로 식사를 함으로써 식사 때마다 식사법 자체가 건강에 중효한 역할을 한다는 사실을 깨닫는다.

## 거꾸로 식사법을 효과적으로 수행하는 방법

#### 식사전 애피타이저의 중요성
애피타이저는 식전에 입맛을 돋우기 위해 먹는 음식이다. 하지만 한상차림 문화인 우리나라에서는 식전에 무언가 먹는 것보다 식후에 한두 조각의 과일로 입가심하는 모습이 익숙하다. 하지만 현대의 식생활에서는 그런 고정관념을 깨뜨릴 필요가 있다.
음식을 위에서 장으로 보내는 데에는 최소 5분의 시간이 필요하다. 따라서 식전에 대피타이저로 과일 한두 조각이나 당근 등의 채소를 천천히 꼭꼭 씹어 먹으면 이것들이 본식에 앞서 장에 먼저 도달해 자연스럽게 장을 깨우고 음식을 받아들일 준비를 하도록 돕는다. 또한 식전에 애피타이저를 먹으면 전체 식사 시간이 자연스럽게 늘어나 뇌의 포만중추가 만족을 느낄 시간을 충분히 벌 수 있다. 따라서 과식을 하지 않아도 적당한 시간 안에 포만감을 느낄 수 있게 된다.

#### 거친 음식
음식이 거칠고 질기게 느껴지는 주원인은 바로 식이섬유이다. 거친 음식들을 많이 먹으면 자연스럽게 섬유질 섭취를 늘릴 수 있다. 무엇을 씹어 먹느냐도 중요하지만, 씹는 행위 자체도 중요하다.
아래 3층 식품을 이용하여 거친 음식에 적응하도록 한다.
1층: 파, 감자, 허브류, 오이, 딸기류, 버섯류, 해조류, 키위, 멜론
2층: 녹차, 현미, 전립소맥, 양파, 브로콜리, 레몬, 오렌지, 자몽, 토마토, 가지, 피망
3층: 마늘, 배추, 생강, 콩, 당근, 셀러리

#### 작은 그릇 사용하기
보통 다이어트를 할때 양을 줄이기 위해 밥을 덜어먹는다. 그릇에 반밖에 담기지 않은 밥을 볼때마다 아쉽게 되고 다이어트가 끝난 후 억지로 눌러놓은 식탐이 폭발하는 경우가 생긴다. 여기에는 머릿속에 ‘반밖에 먹지 못했다'는 피해의식이 크게 작용하였다. 이처럼 억지로 식욕을 억누르는 식의 다이어트는 우리의 뇌를 지속적인 욕구불만 상태에 빠뜨리기 쉽다. 어렵게 감량한 체중을 한순간에 되돌려 놓거나, 최악의 경우 더 늘리기도 한다.
그릇은 단순히 음식을 담는 도구가 아니다. 그 안에 담긴 음식을 더욱 먹음직스럽고 돋보이게 하는 것이 그릇 본연의 임무다. 하지만 다이어트 하는 사람들에게 필요한 것은 적은 음식도 만족스럽게 먹을 수 있도록 해주는 그릇일 것이다.
적게 먹고 싶으면 작은 그릇을 이용해야 한다.

#### 배고픔을 두려워하지 않아야한다.
다이어트에는 필수적으로 어느 정도의 배고픔이 뒤따른다. 우리는 대체로 이런 배고픔을 건강하고 날씬해질 몸을 상상하며 극도의 인내심을 발휘해 이겨내야 하는 대상으로 여긴다. 세계적인 장수 마을로 유명한 일본 오키나와에 사는 장수 노인들의 식생활을 통해 배가 고픈 상태로 사는것이 장수에 도움이 된다는 것을 알수 있다. 오키나와 사람들은 ‘하라하치부'라는 말을 즐겨 쓰는데, 이는 배가 부르기 전에 젓가락을 내려놓는다는 뜻이다. 여기서 중요한 것은 ‘배가 부르기 전'이다. 배가 부르다는 느낌이 오기 시작했다면 이미 적정량을 초과했다는 뜻이므로 늦은 것이다. 지나친 영양과잉으로 도리어 건강을 해치고 있는 현대인에게 이러한 사실이 시사하는 바는 매우 크다.
배고픔을 극복하기 위해 우리는 호르메시스 원리를 되새길 필요가 있다. 작은 강도의 스트레스에 주기적으로 노출되다보면 곧 강도가 큰 스트레스에도 견딜 수 있는 힘이 생긴다는 것이 호르메시스의 원리다.
배고픔도 일종의 스트레스이니 평소 배고픔에 익숙해지도록 훈련을 해두면 어지간한 스트레스는 끄떡없이 견뎌낼 수 있는 강한 정신력이 생길수 있다.

#### 수분의 중요성
물이 부족하면 우리 몸은 총체적인 난국에 빠진다. 에너지 대사가 제대로 이루어지지 않아 무기력해지고, 제때 배출되지 못해 몸에 쌓인 독소는 각 기관을 공격해 기능을 떨어뜨린다. 소화가 안 되고 배변에 어려움을 격는다.
여름철을 기준으로 성인은 하루 약 2.4L 정도의 물을 마시는 것이 적절하다.